# Saint Paul (fiume)
Il Saint Paul è un fiume dell'Africa occidentale (Liberia e Guinea), tributario dell'oceano Atlantico.
Ha origine dalla catena montuosa del Fouta Djalon, in territorio guineano, con il nome di Nianda o Diani; scorre con direzione mediamente sudoccidentale su tutto il percorso, drenando longitudinalmente la parte settentrionale del territorio liberiano. Sfocia nell'oceano Atlantico pochi chilometri a nord della capitale liberiana Monrovia; in un'isola nel suo estuario è localizzato il porto della città. I maggiori affluenti del Saint Paul sono i fiumi Via, Wuni e Tuma.
Il fiume ha un regime tipico dell'africa guineana, con clima tropicale a due stagioni; i massimi annui di portata si raggiungono nel periodo agosto-ottobre, che coincide con i massimi pluviometrici, mentre le magre annuali sono tipiche dei mesi invernali (dicembre-marzo), nei quali soffia l'harmattan, vento caldo e secco che soffia dalle zone desertiche dell'interno del continente.
Le acque del fiume sono utilizzate per la produzione di energia idroelettrica, tramite la centrale di Mount Coffee.